# Старожилово (Крым)
Старожи́лово (до 1948 года Чолачи́к; укр. Старожилове, крымскотат. Çolaçıq, Чолачыкъ) — исчезнувшее село в Ленинском районе Республики Крым, располагавшееся на севере района и Керченского полуострова, на берегу Азовского моря, примерно в 9 км западнее современного села Курортное.

## История
Впервые в доступных источниках селение встречается в «…Памятной книжке Таврической губернии на 1892 год», согласно которой в безземельной деревне Чолачик Сарайминской волости Феодосийского уезда, не входившей ни в одно сельское общество, жителей и домохозяйств не числилось. На верстовой карте Крыма 1896—1926 года обозначен хутор без указания числа дворов. По «…Памятной книжке Таврической губернии на 1902 год» на хуторе Чолачик, входившем в Ново-Александровское сельское общество, числился уже 151 житель, домохозяйств не имеющий. По Статистическому справочнику Таврической губернии. Ч.II-я. Статистический очерк, выпуск пятый Феодосийский уезд, 1915 год, на хуторе Чалачик (Айваз оглу А. М.) Сарайминской волости Феодосийского уезда числилось 3 двора с населением в количестве 14 человек только «посторонних» жителей, из которых 7 мужчин и 7 женщин. При хуторе числилось 544 десятин удобной земли.
После установления в Крыму Советской власти, по постановлению Крымревкома, 25 декабря 1920 года из Феодосийского уезда был выделен Керченский (степной) уезд, а, постановлением ревкома № 206 «Об изменении административных границ» от 8 января 1921 года была упразднена волостная система и в составе Керченского уезда был создан Керченский район в который вошло село (в 1922 году уезды получили название округов. 11 октября 1923 года, согласно постановлению ВЦИК, в административное деление Крымской АССР были внесены изменения, в результате которых округа были отменены и основной административной единицей стал Керченский район в который вошло село. Согласно Списку населённых пунктов Крымской АССР по Всесоюзной переписи 17 декабря 1926 года, в селе Чолачик, Маяк-Салынского сельсовета Керченского района, числилось 6 дворов, все крестьянские, население составляло 23 человека, все украинцы. Постановлением ВЦИК «О реорганизации сети районов Крымской АССР» от 30 октября 1930 года (по другим сведениям 15 сентября 1931 года) Керченский район упразднили и село включили в состав Ленинского, а, с образованием в 1935 году Маяк-Салынского района (переименованного 14 декабря 1944 года в Приморский) — в состав нового района. На подробной карте РККА Керченского полуострова 1941 года в селении Челочик отмечено 16 дворов.
С 25 июня 1946 года селение в составе Крымской области РСФСР. Указом Президиума Верховного Совета РСФСР от 18 мая 1948 года, Чолачик переименовали в Старожилово. 26 апреля 1954 года Крымская область была передана из состава РСФСР в состав УССР. Исключено из учётных данных в 1958 году (согласно справочнику «Крымская область. Административно-территориальное деление на 1 января 1968 года» — в период с 1954 по 1968 год, как посёлок Багеровского поссовета).